# Edith Eger
Edith Eger (anglès: Edith Eva Eger)  (Košice, 29 de setembre de 1927) és una psicòloga jueva estatunidenca d'origen eslovac de pares jueus hongaresos, supervivent de l'Holocaust i especialista en el tractament del trastorn per estrès posttraumàtic. Les seves memòries titulades The Choice - Embrace the Possible (traduït al castellà amb el nom "La bailarina de Auschwitz", publicades el 2017), es van convertir en un best-seller internacional. El seu segon llibre, titulat The Gift - 14 Lessons to Save Your Life es va publicar el setembre de 2020.